# HD 178911 Bb
HD 178911 Bb est une exoplanète de la constellation de la Lyre, orbitant autour de l'étoile HD 178911 B. Elle est découverte en 2001 par Zucker et al. en utilisant la méthode des vitesses radiales. La masse minimale de cette planète géante est de 7,35 fois celle de Jupiter et elle est en orbite proche de son étoile. La période de la planète est de 71,5 jours et sa semi-amplitude est de 346,9 m/s. 